# Parafia św. Teresy od Dzieciątka Jezus w Stodołach
Parafia świętej Teresy od Dzieciątka Jezus w Stodołach – parafia rzymskokatolicka, znajdująca się w diecezji sandomierskiej, w dekanacie Ożarów.

## Historia parafii
Parafia Stodoły erygowana została przez bpa Mariana Ryxa w 1931 r. W 1930 r. w Stodołach wybudowano drewniany kościół. Świątynia ta została spalona podczas działań II wojny światowej w 1944 r. Bezpośrednio po zakończeniu wojny parafia nie posiadała własnego kościoła. Obecny kościół parafialny pw. św. Teresy od Dzieciątka Jezus przeniesiony został w 1953 r. z Lasocina.

## Zasięg parafii
Do parafii należą wierni z następujących miejscowości: Kunice (część: numery 43-53,56,57,59 do końca), Łopata (część: numery 14 do końca), Stodoły, Stodoły Kolonia (część: z wyłączeniem numerów 77,79,80).